# Manuel Fleitas Solich
Pour les articles homonymes, voir Fleitas et Solich.
Manuel Agustín Fleitas Solich (né le 30 décembre 1900 à Asuncion au Paraguay et mort le 24 mars 1984 à Rio de Janeiro au Brésil) est un joueur et entraîneur de football paraguayen.

## Carrière

### Joueur
Surnommé El Brujo (« Le sorcier »), Fleitas Solich joue d'abord au Club Nacional du Paraguay où il remporte deux championnats du Paraguay, en 1924 et 1926, avant de rejoindre le grand club argentin du Boca Juniors dont il devient le capitaine de l'équipe, et les aide à remporter le championnat argentin en 1930. Durant sa période au Boca, il joue 99 matchs toutes compétitions, et inscrit 15 buts. Il souffre d'une blessure en 1930 et ne recouvre ensuite plus jamais ses capacités.
Avec l'équipe du Paraguay de football, Solich joue 32 matchs et inscrit 6 buts.

### Entraîneur
Il entame par la suite une très longue carrière d'entraîneur dans laquelle il entraîne de nombreuses équipes.
Avec l'équipe du Paraguay qu'il entraîne à plusieurs reprises, il participe aux Copa América de 1921, 1922, 1924, 1925, 1926, 1937, 1939, 1942, 1949 et 1953, ainsi qu'à la coupe du monde 1950 au Brésil. Il atteint la finale de la Copa América 1947 et remporte celle de 1953 (premier trophée officiel du Paraguay).
Au niveau des clubs, il entraîne de nombreux clubs paraguayens, argentins, ainsi que brésiliens comme Palmeiras, Corinthians, Atlético, Fluminense et Flamengo, club dans lequel il reste un certain temps.
En Europe, Solich entraîne le légendaire club espagnol du Real Madrid CF pendant la saison 1959-1960, avec un bilan de 21 victoires, 5 nuls et 4 défaites.
Il entraîne également parmi d'autres Newell's Old Boys, Quilmes, Club Libertad et son club de toujours, le Club Nacional.

## Palmarès

### Joueur

#### Club

##### Compétitions nationales
- Championnat du Paraguay : 2

Club Nacional : 1924, 1926
- Championnat d'Argentine : 1

Boca Juniors : 1930

### Entraîneur

#### Club

##### Compétitions nationales
- Championnat du Paraguay : 1

Libertad : 1943
- Championnat Carioca : 3

Flamengo : 1953, 1954, 1955
- Tournoi Rio-São Paulo : 1

Flamengo : 1961
- Championnat Baiano : 2

Bahia : 1970, 1971

#### International
- Copa América : 1

Pérou 1953